# The Flood: Who Will Save Our Children?
The Flood: Who Will Save Our Children? (bra: Enchente: Quem Salvará Nossos Filhos?), também conhecido como River of Rage: The Texas Flood Tragedy, é um telefilme australo-americano de 1993, do gênero drama, dirigido por Chris Thomson e escrito por Donna Kanter e David J. Kinghorn. O enredo reconstitui a história real de um grupo de jovens que foram arrastados por uma enchente relâmpago no rio Guadalupe, quando voltavam de um acampamento em Comfort, no Texas, em 17 de julho de 1987; também são retratados os esforços das equipes de socorristas que tentam resgatá-los.
Joe Spano, David Lascher e Michael A. Goorjian estão no elenco principal. Produzido pelo estúdio de David L. Wolper (The Wolper Organization) em associação com a Warner Bros. Television, The Flood: Who Will Save Our Children? foi gravado em Queensland, Austrália, na região litorânea de Gold Coast. Foi lançado nos Estados Unidos pela NBC, sendo transmitido originalmente em 10 de outubro de 1993, e recebeu críticas mistas de veículos especializados. No Brasil, o telefilme foi exibido com frequência na televisão aberta entre o fim dos anos 1990 e o início da década de 2010.

## Enredo
Na localidade de Comfort, Texas, uma comunidade batista, sob supervisão do pastor Richard Koons, organiza um acampamento de verão com adolescentes de todos os Estados Unidos. Entre os jovens, estão o extrovertido Brad, as amigas Leslie e Leanne, os irmãos Mike, Tonya e Stacey, o leucêmico Scott e Jeff, que está com a perna engessada. A época é chuvosa e o retiro de uma semana está prestes a terminar. Na noite anterior ao retorno para casa, Leanne, frustrada com sua paixão não correspondida por Brad, diz que gostaria que ele morresse. A súbita notícia de que uma tempestade está chegando leva Koons a fazer as malas algumas horas mais cedo.
Na estrada, o comboio de veículos que leva os jovens é surpreendido por uma enchente relâmpago ao cruzar o rio  Guadalupe, próximo à cidade de San Antonio. O ônibus dirigido por Koons e uma van enguiçam no meio do rio e os passageiros são forçados a sair às pressas dos dois veículos, sendo arrastados pela correnteza. Em meio ao caos, mais de 40 adolescentes precisam lutar para sobreviver, agarrando-se às árvores e uns aos outros. Equipes de resgate lutam contra o tempo para salvá-los. Leslie é atingida no rosto por um tronco. Scott é o primeiro a ser resgatado. Após carregar Jeff nas costas e conseguir deixá-lo em segurança, Brad desaparece.
As famílias das vítimas dirigem-se a San Antonio e a morte de Tonya é confirmada. O helicóptero de uma equipe de televisão é mobilizado para o salvamento. Embora consigam resgatar dois jovens, uma menina, Melanie, não consegue segurar-se à corda que lhe é jogada da aeronave. Resgatados, Kons e Mike lidam com a sensação de culpa pela tragédia. O pastor é informado de que sua esposa, Lavonda, está morta, porém, o corpo encontrado é o de Melanie. Jeff ajuda a salvar Leanne e ambos sobrevivem. As mortes de Stacey, Leslie e Brad são confirmadas, totalizando dez vítimas fatais. Um ano depois, uma cerimônia fúnebre é realizada no local do incidente.

## Elenco
Este é o elenco principal do filme, de acordo com a rede Turner Classic Movies e na ordem dos créditos de abertura e encerramento:
- Joe Spano como Richard Koons
- David Lascher como Brad Jamison
- Michael Goorjian como Scott Chatham
- Amy Van Nostrand como Linda Smith
- Norm Skaggs como Jerry Smith
- Renée O'Connor como Leslie Gossett
- Scott Michael Campbell como Mike Smith
- Blayne Weaver como Jeff Bowman
- Mark Fairall como William
- Kim Krejus como Brenda
- Lisa Rieffel como Leanne Pond
- Jerome Ehlers como Masterman
- David Franklin como Villareal
- Kelly Rummery como Jennifer
- Holly Brisley como Tonya
- Fiona Smith como Stacey
- Ashlee Miller como Wanda Pond
- Tim Elston como Jim Pond
- Derek Amer como Sr. Bowman
- Kate Hood como Sra. Bowman
- Don Halbert como Treinador Clarke
- Phillip Hinton como Pastor Shipman
- Peter Hosking como Rice
- Vannessa Corum como Patty
- Caroline Gillmer como Susan
- Robert Mammone como Piloto
- Jackie Woodburne como Lavonda (não creditada)

## Produção

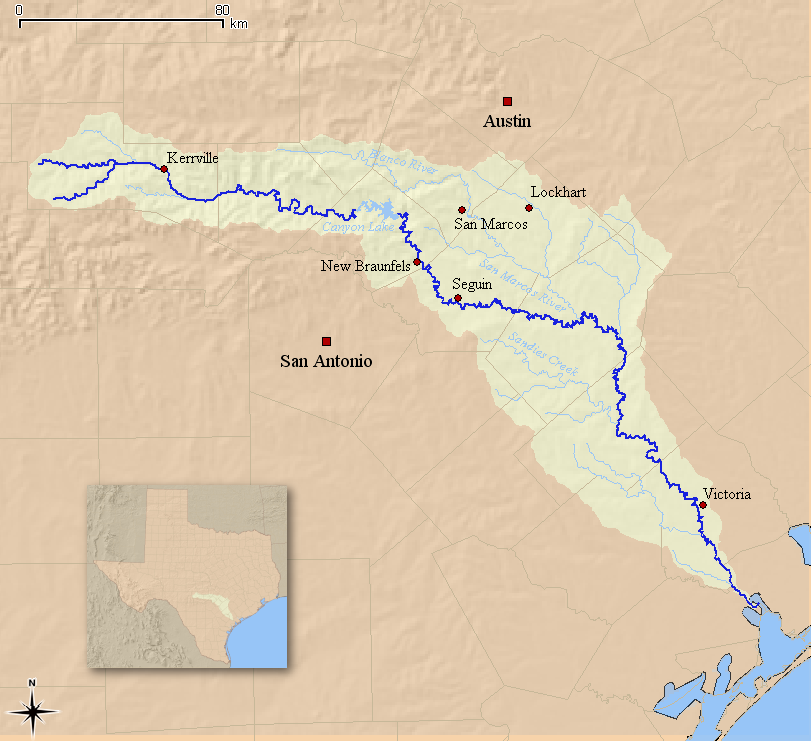
Mapa da bacia hidrográfica do rio Guadalupe, Texas, Estados Unidos, local do desastre retratado no filme (clique para ampliar).

### Desenvolvimento e filmagens
A obra é baseada em um incidente real ocorrido em 17 de julho de 1987 no Texas, Estados Unidos. Naquele dia, 43 pessoas, a maioria crianças e adolescentes, foram atingidas por uma enchente relâmpago no rio Guadalupe, quando voltavam de um acampamento na região de Comfort. Foi a pior enchente do Guadalupe desde 1932. Dez pessoas morreram, incluindo uma garota que caiu de um helicóptero por não conseguir segurar-se à corda pela qual estava sendo resgatada. A correnteza foi tão forte que o ônibus e a van que transportavam os jovens foram localizados muito abaixo no rio. O corpo de uma das vítimas nunca foi encontrado.
Antes de o telefilme ser cogitado no início da década de 1990, o desastre foi abordado no episódio piloto da série de documentários Rescue 911 (CBS), no segmento "Church Bus", exibido originalmente em 18 de abril de 1989; esse programa usou apenas filmagens reais dos resgates e tentativas de resgate, além de entrevistas com socorristas e sobreviventes. Em 21 de maio do mesmo ano, a ABC transmitiu o especial Under Fire: The Real Story, dividido em dois segmentos; um deles, intitulado "Guadalupe River", apresentou uma reconstituição dos acontecimentos encenada por atores e centrada em relatos de uma das equipes de salvamento.
The Flood: Who Will Save Our Children? foi produzido pela Wolper Organization, pertencente a David L. Wolper, em associação com a Warner Bros. Television. O projeto teve patrocínio da NBC Entertainment e da Continental Airlines. O roteiro é assinado por David J. Kinghorn, que escreveu a história em parceria com Donna Kanter. Dirigido pelo cineasta neozelandês Chris Thomson, o telefilme foi gravado em Queensland, Austrália, e as filmagens principais ocorreram nas vias fluviais do entorno de Gold Coast, as quais já serviram de cenário para várias outras produções, incluindo uma das versões de Flipper (série baseada no filme homônimo de 1963); também foi um dos seis primeiros filmes-catástrofe filmados na região. A produção foi provisoriamente intitulada como The Flood e The Comfort  Tragedy; a Wolper Organization registra ainda River of Rage: The Texas Flood Tragedy como título da obra.

### Elenco e contrapartes reais
O telefilme foca-se num grupo específico de estudantes e seus familiares, em alguns monitores do acampamento e socorristas envolvidos no desastre. Boa parte do elenco selecionado era conhecida na época por suas participações em telesséries dos Estados Unidos e Austrália. Joe Spano, vencedor do Emmy e integrante do elenco principal da premiada série policial Hill Street Blues, foi escolhido para o papel de Richard Koons, pastor que dirigia o ônibus no dia do incidente. No veículo, estavam Koons e sua esposa Lavonda, outros dois acompanhantes adultos e 39 jovens entre oito e 17 anos; os Koons supervisionavam um grupo formado por mais de 300 crianças e adolescentes que participaram de um acampamento da igreja batista no rancho Pot O'Gold nas proximidades de Comfort, no lado sul do rio Guadalupe, em julho de 1987. Lavonda foi interpretada por Jackie Woodburne (não creditada na tela), atriz conhecida pelo papel de Susan Kennedy na soap opera australiana Neighbours.
David Lascher, que na época estrelava a série adolescente Blossom, foi escalado como Brad Jamison, personagem inspirado no falecido John Bankston Jr., 17 anos, cujo corpo nunca foi encontrado. Sobreviventes relataram que Bankston carregou várias pessoas nas costas e conseguiu deixá-las em segurança; Jeff Bowman, 17 anos, seu amigo que estava com uma perna engessada devido a uma fratura no tornozelo, foi um dos estudantes que ele ajudou a salvar. Bankston recebeu uma medalha póstuma do presidente dos Estados Unidos, George H. W. Bush, em 21 de setembro de 1989, durante uma cerimônia em homenagem a jovens estadunidenses que demonstraram bravura e serviço. O telefilme retrata parte desses acontecimentos, incluindo o salvamento de Bowman, interpretado por Blayne Weaver, um ator iniciante até então.

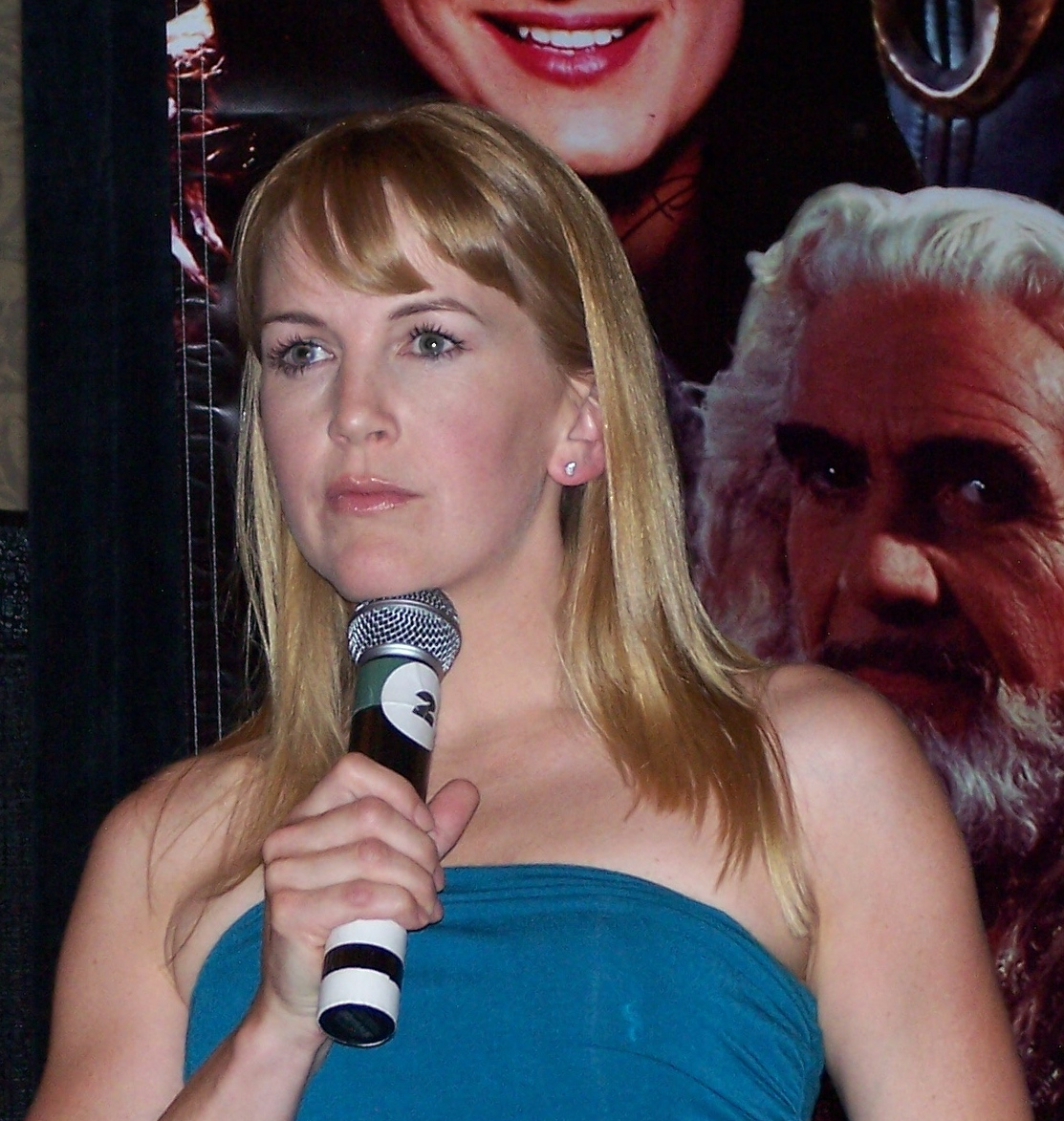
Renée O'Connor, em um dos seus primeiros papéis, interpretou Leslie Gossett.

Michael Goorjian, que já havia atuado em filmes como Newsies e Chaplin e  num papel recorrente na série Life Goes On, interpretou Scott Chatham, o sobrevivente de 16 anos que sofria de leucemia e fazia quimioterapia na ocasião. No filme, Scott é o primeiro a ser resgatado, o que na vida real sucedeu-se com Chris Ray, de 17 anos. Renée O'Connor, que pouco depois ficaria internacionalmente conhecida pelo papel de Gabrielle na produção neozelandesa Xena: Warrior Princess, foi escalada como a estudante Leslie Gossett, de 14 anos, uma vítima fatal. William e Brenda Gossett, os pais da jovem, foram interpretados por Mark Fairall e Kim Krejus. A atriz e cantora Lisa Rieffel interpretou a sobrevivente Leanne Pond, amiga de Leslie; Rieffel já participara de vários especiais e séries como The Cosby Show.
O enredo destaca a família Smith, que teve os três filhos adolescentes envolvidos na fatalidade. Scott Michael Campbell, em um dos seus primeiros trabalhos na televisão, desempenhou o papel do sobrevivente Michael Smith (Mike), de 18 anos, cujas duas irmãs morreram; chamadas Tonya e Stacey, tinham, respectivamente, 13 e 16 anos. Tonya foi interpretada pela atriz e apresentadora de televisão australiana Holly Brisley, no primeiro filme de sua carreira. Linda e Jerry Smith, os pais dos três jovens, foram representados por Amy Van Nostrand, conhecida por seu trabalho em diversas produções teatrais e algumas atrações televisivas como Cagney & Lacey, e Norm Skaggs, que anteriormente havia atuado nos telefilmes Decoration Day e Shadow of a Doubt (regravação do filme de Hitchcock de 1943).
Os atores australianos David Franklin e Peter Hosking interpretaram, respectivamente, David Villareal e  Mike Rice, cinegrafista e piloto do helicóptero de uma equipe de televisão que transmitia um noticiário local; eles se envolveram diretamente no resgate por cordas de algumas vítimas, pelo que arriscavam sua própria segurança aproximando-se bastante das árvores, à medida que o combustível da aeronave diminuía. Jerome Ehlers foi escolhido para o papel de Ray Masterman, um bombeiro que se juntou à equipe jornalística nas tentativas de salvamento; antes que tivessem tempo de reabastecer o helicóptero, os homens avistaram Melanie Finley, de 14 anos, à deriva no rio, e Masterman tentou repetidamente resgatar a jovem; ela ainda conseguiu segurar-se na corda, mas acabou morrendo ao perder o controle e cair na margem do rio.

## Lançamento e recepção

### Estreia e distribuição
The Flood: Who Will Save Our Children? estreou nos Estados Unidos em 10 de outubro de 1993, sendo transmitido pela NBC em horário nobre no bloco de filmes semanal NBC Sunday Night Movie, com uma audiência estimada em 17,6 milhões de espectadores. No Brasil, foi exibido frequentemente na televisão aberta entre o final dos anos 1990 e o início da década de 2010. Dublado pelo estúdio Herbert Richers, seu lançamento foi originalmente programado para 9 de outubro de 1996, às 23h10min, na seção de filmes interativa Intercine, da TV Globo; na ocasião, concorreu com os filmes Tom & Viv e Fugitive Among Us para ser exibido conforme votação do público. A partir de 1997, passou a ser reprisado na Sessão da Tarde e, na década seguinte, foi adquirido pelo SBT, que o reapresentou várias vezes no Cinema em Casa.

### Resposta da crítica
Na época do lançamento, a produção recebeu críticas mistas. Drew Voros, da Variety, criticou o roteiro e descreveu telefilme com mais um "numa longa linha de eventos de notícias recriados que se tornam rapidamente esquecíveis, mesmo com o tratamento de Hollywood"; apesar disso, o autor destacou o elenco como "uniformemente forte" na dramatização do luto e elogiou as atuações de Spano, Lascher e Van Nostrand. Escrevendo ao Los Angeles Times, Lynne Heffley comentou que a atração é "acima da média", embora não seja "grande arte", e cumpre sua intenção declarada de homenagear os adolescentes, suas famílias e socorristas; a crítica elogiou a direção de Thomson, o roteiro e a história de Kinghorn e Kanter, ressaltando que eles "provam que um toque humano e um pequeno coração podem percorrer um longo caminho".
Em análise retrospectiva publicada no website britânico The Movie Scene, Andy Webb elogiou o desempenho dos jovens atores, particularmente Campbell como Mike nas cenas em que o adolescente aguarda no hospital pelo resgate das irmãs desaparecidas. Webb conclui: "The Flood: Who Will Save Our Children? foi uma surpresa agradável, pois não é apenas um emocionante filme de desastre, mas também um que mostra o lado pessoal da história verdadeira. Sim, tem alguns clichês e alguns momentos embaraçosos de diálogo, contudo, tem muita atmosfera e isso o torna cativante". O website da revista britânica Radio Times publicou uma crítica, assinada por Jon Ferguson, na qual se atribuiu duas de cinco estrelas à produção; o texto também destacou o desempenho de Campbell, mas ressaltou que a carga melodramática "estraga" o filme.

### Reconhecimento
Por sua interpretação de Brad Jamison, David Lascher recebeu uma indicação ao Young Artist Award na décima quinta edição da premiação em 1994; o artista concorreu na categoria de Melhor ator jovem em minissérie, filme ou especial de televisão.